# Graphiurus crassicaudatus
Graphiurus crassicaudatus là một loài động vật có vú trong họ Gliridae, bộ Gặm nhấm. Loài này được Jentink mô tả năm 1888.